# Faisà mostatxut fosc

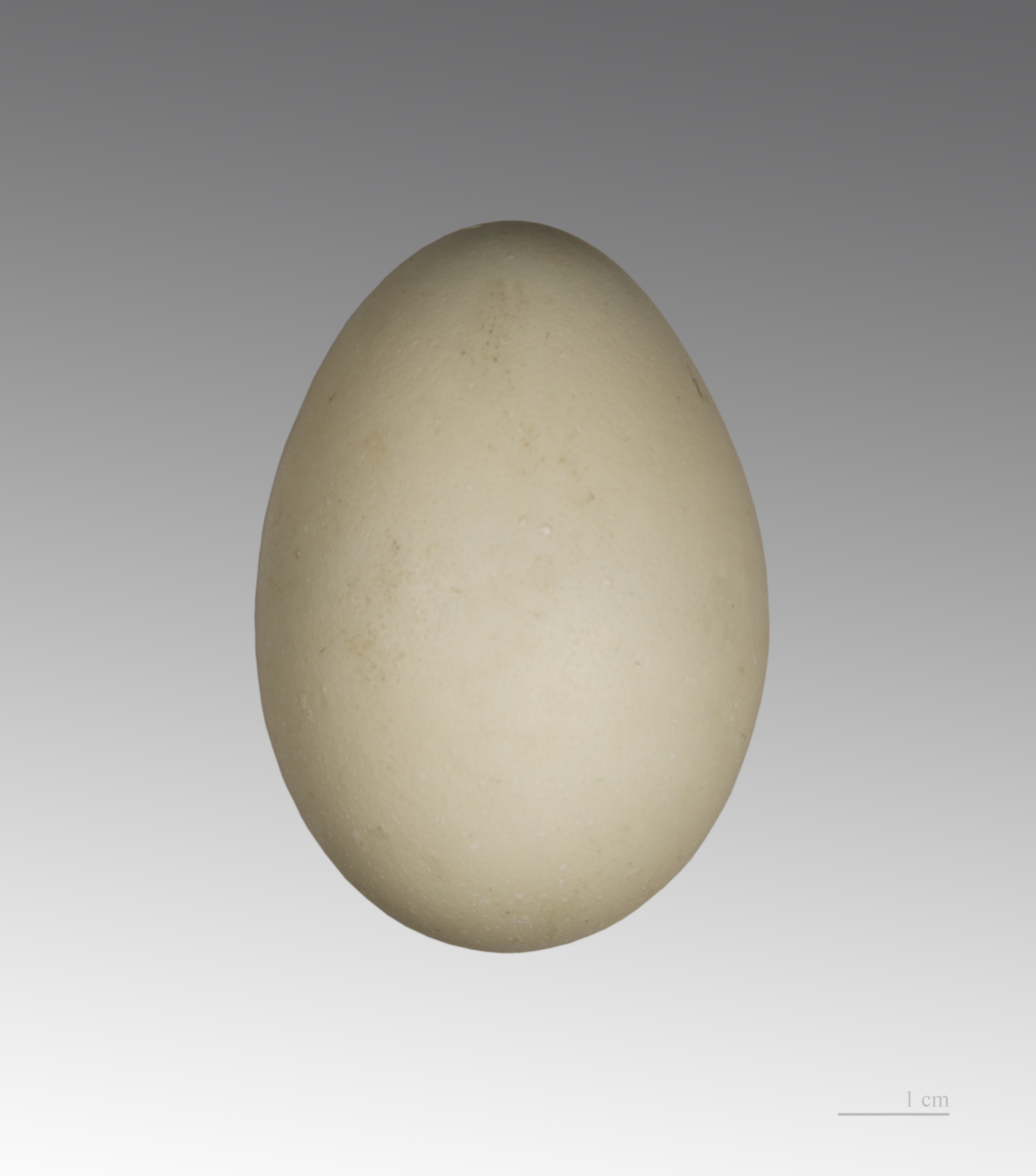
Crossoptilon mantchuricum

El faisà mostatxut fosc (Crossoptilon mantchuricum) és una espècie d'ocell de la família dels fasiànids (Phasianidae) que habita zones rocalloses i arbustives de muntanya del nord-est de la Xina.